# Kognitiv læring
Kognitiv læring eller læring gennem indsigt indebærer tilegnelse eller omstrukturering af viden, hvor man i det didaktiske design udnytter menneskets kognitive færdigheder som fx perception og forestillingsevne. 
Kognitiv læring er en gren af den kognitivitiske psykologi. Kognitivismen opstod i slutningen af 1920'erne; en tid hvor behaviorismen var det dominerende læringsparadigme. Kogntivismen opfattes ikke som en afvisning af behaviorismen, men nærmere end udvidelse som accepterer eksistensen af indre mentale tilstande.
Kognitiv læring er læring igennem indsigt. Efter denne teori sker der læring, når mennesket tilegner individets sig kognitive struktur, som bevarer og organiserer, de elementer som indgår i situationer. Den kognitiv læring beskriver derfor menneskets evne til at forstå, se og genkende sammenhænge og situationer.
De første opdagelser vedrørende kognitiv læring kom først efter studier af dyr. Wolfgang Köhler (1887-1967) udviklede teorien om læring ved indsigt, og Edward Tolman (1886-1959) introducerede begrebet kognitive kort, der forklarer læring, som kognitivistisk fænomen.